# Doba pracownicza
Doba pracownicza - kolejne 24 godziny, poczynając od godziny, w której pracownik rozpoczyna pracę zgodnie z obowiązującym go rozkładem czasu pracy (art. 128 § 3 Kodeksu pracy).

Definicja została wprowadzona nowelizacją ustawy Kodeks pracy z 14 listopada 2003 roku. Pojęcie doby pracowniczej nie jest ściśle związane z potocznym znaczeniem słowa „doba”, przez które rozumiemy dobę astronomiczną, rozpoczynającą się każdej nocy o godz. 00:00.

Dwukrotne zatrudnienie pracownika w ramach jednej doby pracowniczej z reguły powoduje pracę w godzinach nadliczbowych. Dlatego takie planowanie pracy jest niedopuszczalne: Kodeks pracy dopuszcza pracę w godzinach nadliczbowych w przypadku m.in. powstania szczególnych potrzeb pracodawcy (art. 151), a te nie mogą być zaplanowane.

Ponadto Państwowa Inspekcja Pracy traktuje dwukrotne zatrudnianie pracownika w ramach jednej doby pracowniczej jak ominięcie przepisów o przerywanym czasie pracy (art. 139 KP).

## Doba pracownicza w tzw. ustawie antykryzysowej
Ustawa o łagodzeniu skutków kryzysu ekonomicznego dla pracowników i przedsiębiorców z 1 lipca 2009 roku (obowiązująca od 22 sierpnia 2009) umożliwia pracodawcy zatrudnianie pracowników kilkakrotnie w ramach jednej doby pracowniczej, z zastrzeżeniem, że między zakończeniem pracy a ponownym jej rozpoczęciem musi upłynąć minimum 11 godzin nieprzerwanego odpoczynku. W takim przypadku ponowne rozpoczęcie pracy w ramach jednej doby pracowniczej nie będzie stanowiło pracy w godzinach nadliczbowych.
„Ustawa antykryzysowa” przewiduje stosowanie zapisu o możliwości dwukrotnego rozpoczynania pracy w ramach jednej doby pracowniczej tylko po konsultacji z zakładowymi organizacjami związkowymi i nie dłużej niż do 31 grudnia 2011 roku.

Zobacz też: doba dnia wolnego